# In God We Trust

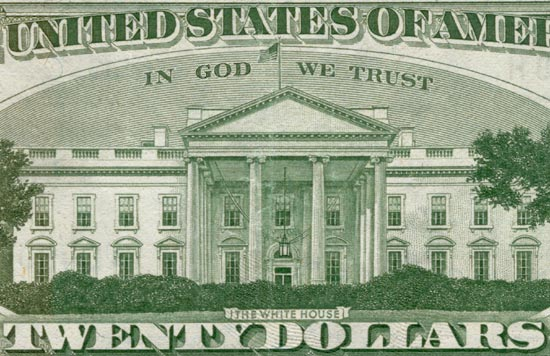
«In God We Trust» на банкноте достоинством 20 долларов США

«In God We Trust» (с англ. — «На Бога уповаем») — официальный девиз США, а также штата Флорида. Впервые был использован в 1864 году при чеканке монет нового образца, а в 1956 году стал национальным. Фраза печатается на оборотной стороне ныне выпускающихся долларовых банкнот.

## История
Одним из возможных источников фразы In God We Trust (дословно — «В Бога мы верим», но смысл фразы ближе к «Мы полагаемся на Бога», «С нами Бог»; встречается также перевод «Мы верим в Бога») является последняя часть гимна США, текст которого был написан в 1814 году Фрэнсисом Скоттом Ки. Гимн содержит следующие строки со словами девиза: «Then conquer we must when our cause it is just // And this be our motto: "In God is our trust"» (в русском переводе: «С правой кто стороны, не страшится судьбы, // В битвах будет девизом нам „Богу верны“»).
Впервые как девиз фраза была использована в 1864 году Салмоном Портлендом Чейзом при чеканке монеты номиналом 2 цента.
Фраза «In God we trust, all others pay cash» («Мы верим Богу, остальные платят наличными») была популярна в США в начале XX века.

## Полемика
26-й президент США Теодор Рузвельт высказался в 1907 году против использования девиза на монетах, расценив это как неуважение, близкое к святотатству. С другой стороны, свобода вероисповедания, закреплённая в конституции Соединённых Штатов, подразумевает право не верить в Бога. Поэтому существует точка зрения, что девиз нарушает права неверующих граждан страны. Несмотря на это, подавляющее большинство населения США поддерживают использование этого девиза на монетах.
1 ноября 2011 года Палата представителей США поддержала резолюцию, подтверждающую статус государственного девиза Соединённых Штатов «In God We Trust». Причиной для составления документа стала потеря девизом значимости в американском обществе. В частности, отметил автор резолюции республиканец Рэнди Форбс, одной из целей резолюции является пресечение попыток оспорить статус фразы, регулярно предпринимаемых как простыми гражданами в судах, так и чиновниками, использующими административный ресурс.
28 августа 2018 года суд восьмого округа в штате Миннесота отклонил жалобу группы атеистов, которые требовали удалить с банкнот и монет фразу «In God We Trust» как противоречащую первой поправке к Конституции США, гарантирующей свободу вероисповедания. Судья решил, что фраза является традиционной, соответствует представлениям о свободе вероисповедания прошлых поколений и не противоречит законодательству.